# Ляене-Сааре
Ля́ене-Са́аре (ест. Lääne-Saare vald) — волость в Естонії, адміністративна одиниця повіту Сааремаа.

## Етимологія
У дослівному перекладі з ест. Lääne-Saare vald означає «Західно-острівна волость» (lääne — «західний», saare — «острівний»). Волость розташована на заході острова Сааремаа.

## Географічні дані
Площа волості — 809 км², чисельність населення на 1 січня 2015 року становила 6996 осіб.
У волості розташовані озера Каармісе-Ярв, Каруярв, Лахуксі-Ярв.

## Населені пункти
Адміністративний центр — місто Курессааре (ест. Kuressaare linn), яке має статус муніципалітету і не входить до складу волості Ляене-Сааре.
На території волості розташовані:
4 селища (ест. alevik):
Асте (Aste), Кудьяпе (Kudjape), Кярла (Kärla), Насва (Nasva);
111 сіл (ест. küla):
Абрука (Abruka), Азукюла (Asuküla), Анепеза (Anepesa), Аніяла (Anijala), Ансі (Ansi), Аранді (Arandi), Асте (Aste), Атла (Atla), Аула-Вінтрі (Aula-Vintri), Аустла (Austla), Вагва (Vahva), Вайвере (Vaivere), Вана-Лагетаґузе (Vana-Lahetaguse), Вантрі (Vantri), Варпе (Varpe), Ватскюла (Vatsküla), Вендізе (Vendise), Веннаті (Vennati), Вестла (Vestla), Війду (Viidu), Війра (Viira), Гаамсе (Haamse), Гак'яла (Hakjala), Гіммісте (Himmiste), Гірмусте (Hirmuste), Гюб'я (Hübja), Ееріксааре (Eeriksaare), Ейкла (Eikla), Ендла (Endla), Ига (Õha), Іразе (Irase), Йиґела (Jõgela), Йие (Jõe), Йиемпа (Jõempa), Йоотме (Jootme), Каарма-Кірікукюла (Kaarma-Kirikuküla), Каарма (Kaarma), Каармізе (Kaarmise), Кайсвере (Kaisvere), Кандла (Kandla), Карала (Karala), Каріда (Karida), Касті (Kasti), Каубі (Kaubi), Келламяе (Kellamäe), Кесквере (Keskvere), Кескранна (Keskranna), Кирккюла (Kõrkküla), Кіпі (Kipi), Кіратсі (Kiratsi), Коґула (Kogula), Койду (Koidu), Койдула (Koidula), Коймла (Koimla), Кокі (Koki), Коові (Koovi), Котланді (Kotlandi), Куке (Kuke), Кунґла (Kungla), Куузе (Kuuse), Кууснимме (Kuusnõmme), Кяесла (Käesla), Кяку (Käku), Кярду (Kärdu), Кярла-Кірікукюла (Kärla-Kirikuküla), Кярла-Куллі (Kärla-Kulli), Лаадьяла (Laadjala), Лагекюла (Laheküla), Лаокюла (Laoküla), Леедрі (Leedri), Лілбі (Lilbi), Люманда-Куллі (Lümanda-Kulli), Люманда (Lümanda), Малева (Maleva), Меедла (Meedla), Метсакюла (Metsaküla), Метсапере (Metsapere), Мийзакюла (Mõisaküla), Миннусте (Mõnnuste), Муллуту (Mullutu), Муратсі (Muratsi), Мяндьяла (Mändjala), Мятасселья (Mätasselja), Нимме (Nõmme), Нимпа (Nõmpa), Паевере (Paevere), Пайкюла (Paiküla), Паймала (Paimala), Паріла (Parila), Пиллукюла (Põlluküla), Пійла (Piila), Прааклі (Praakli), Пягкла (Pähkla), Пярні (Pärni), Рандвере (Randvere), Ріксу (Riksu), Сайа (Saia), Саувере (Sauvere), Сепа (Sepa), Симера (Sõmera), Сікассааре (Sikassaare), Тагула (Tahula), Тамсалу (Tamsalu), Таріту (Taritu), Тиллі (Tõlli), Тирізе (Tõrise), Тиру (Tõru), Удувере (Uduvere), Ульє (Ulje), Унімяе (Unimäe), Упа (Upa).
При утворенні волості Ляене-Сааре у грудні 2014 року були ліквідовані 3 населених пункти: у колишньому сільському муніципалітеті Каарма село Мийзакюла (Mõisaküla) приєднано до села Тагула, а в колишній волості Люманда села Пиллукюла (Põlluküla) та  Кярду (Kärdu) були об’єднані з селом Люманда.

## Історія
12 грудня 2014 року волость Ляене-Сааре була утворена  шляхом об'єднання волостей Каарма, Кярла та Люманда.

## Озера
У волості розташовані численні природні озера; Агтріскелойк, Ансіаук, Вяґара, Вяйке-Валмас, Вяйке-Рообімаа, Катрі, Кірісілм, Лінааук, Падура.